# Еггогологія
Еггоголо́гія (від англ. error «помилка», повідомлення про помилку на індикаторі мікрокалькулятора у кириличному прочитанні) — вивчення недокументованих можливостей мікрокалькуляторів та поведінки обчислювальної машини при навмисному створенні помилок у програмах та даних.

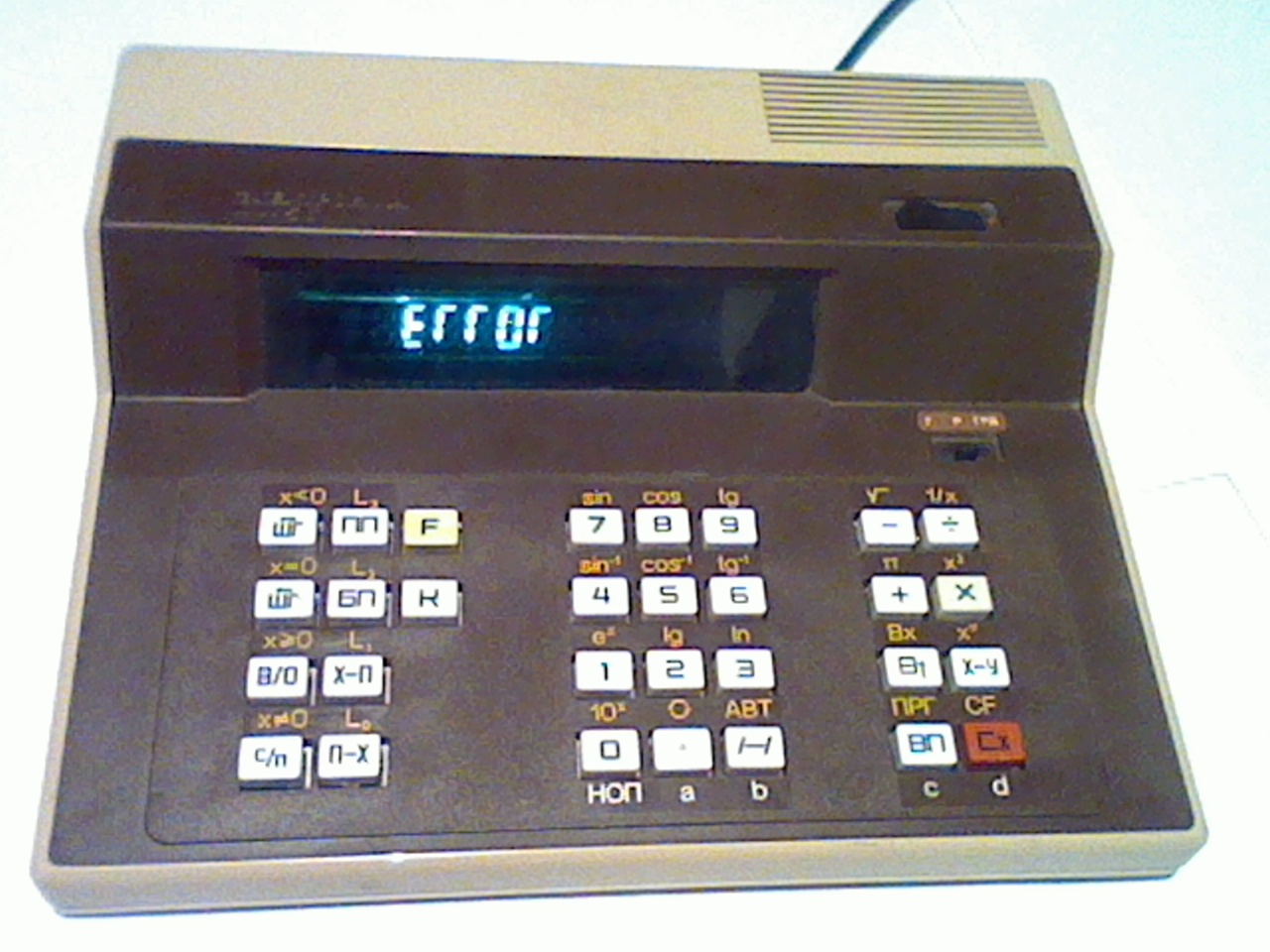

Програмовні мікрокалькулятори типу «Электроника» Б3-34, МК-54, МК-56, МК-61, МК-52 після подання повідомлення про помилку (ЕГГОГ) давали змогу здійснювати подальші операції, у яких брали участь правильні й хибні дані та саме повідомлення ЕГГОГ (шістнадцяткове число 0xEDD0D), що часом призводило до несподіваних результатів.
Термін з'явився після публікації в журналі «Техника — молодёжи» циклу статей, присвячених програмуванню на мікрокалькуляторах, де описувалися різні недокументовані можливості мікрокалькуляторів, зокрема генерація повідомлень у вигляді шістнадцяткових чисел: шістнадцяткові цифри A (10), B (11), C (12), D (13), E (14) та F (15) замінювалися відповідно на символи «-», «L», «C», «Г», «E», « » (пробіл).